# Straits Times Index
Le Strait Times Index (STI) est un indice boursier de la bourse de Singapour composé des 30 principales capitalisations boursières du pays. Il a été créé en 1966.

## Corrélation avec les autres bourses
Les performances annuelles de l'indice Straits Times se sont rapprochées de celles du Dow Jones, du DAX, du CAC 40 et du Footsie, les grands marchés boursiers étant de plus en plus dépendants les uns des autres depuis une quinzaine d'années.

## Composition
Au 21 juin 2011, l'indice  se composait des titres suivants:
| Symbole | Société                      | Poids indiciel | Secteur                   |
| ------- | ---------------------------- | -------------- | ------------------------- |
| CAPL SP | CapitaLand                   | 3.25 %         | Finance                   |
| CT SP   | CapitaMall Trust             | 1.63 %         | Finance                   |
| CMA SP  | CapitaMalls Asia             | 0.8 %          | Finance                   |
| CIT SP  | City Developments            | 2.57 %         | Finance                   |
| CD SP   | ComfortDelGro                | 1.04 %         | Industrie                 |
| DBS SP  | DBS Group Holdings           | 8.98 %         | Finance                   |
| FNN SP  | Fraser and Neave             | 2.87 %         | Industrie                 |
| GENS SP | Genting Singapore            | 4.14 %         | Consommation cyclique     |
| GLP SP  | Global Logistic Properties   | 1.33 %         | Finance                   |
| GGR SP  | Golden Agri-Resources        | 2.21 %         | Consommation non cyclique |
| HKL SP  | Hongkong Land Holdings       | 5.63 %         | Finance                   |
| JCNC SP | Jardine Cycle & Carriage     | 2.01 %         | Consommation cyclique     |
| JM SP   | Jardine Matheson Holdings    | 6.3 %          | Industrie                 |
| JS SP   | Jardine Strategic Holdings   | 2.95 %         | Industrie                 |
| KEP SP  | Keppel Corp                  | 5.17 %         | Industrie                 |
| NOL SP  | Neptune Orient Lines         | 0.56 %         | Industrie                 |
| NOBL SP | Noble Group                  | 3.36 %         | Industrie                 |
| OLAM SP | Olam International           | 1.5 %          | Consommation non cyclique |
| OCBC SP | Oversea-Chinese Banking      | 8.27 %         | Finance                   |
| SCI SP  | SembCorp Industries          | 1.58 %         | Industrie                 |
| SMM SP  | SembCorp Marine              | 1.57 %         | Industrie                 |
| SIE SP  | SIA Engineering              | 0.34 %         | Industrie                 |
| SIA SP  | Singapore Airlines           | 2.98 %         | Industrie                 |
| SGX SP  | Singapore Exchange           | 2.76 %         | Finance                   |
| SPH SP  | Singapore Press Holdings     | 2.2 %          | Consommation cyclique     |
| STE SP  | ST Engineering               | 1.55 %         | Industrie                 |
| ST SP   | Singapore Telecommunications | 8.76 %         | Télécommunications        |
| STH SP  | StarHub                      | 0.67 %         | Télécommunications        |
| UOB SP  | United Overseas Bank         | 8.09 %         | Finance                   |
| WIL SP  | Wilmar International         | 4.94 %         | Consommation non cyclique |